# Давид Хименес Карерас
Давид Хименес Карерас (на испански: David Giménez Carreras) е испански диригент.

## Биография
Роден е през 1964 г. в Барселона. Племенник е на тенора Хосе Карерас. Започва музикалното си обучение в Консерваторията в Барселона, след това учи във Виена. В продължение на три години – в Кралската музикална академия в Лондон. Професионалният му дебют като диригент е през 1994 г. на концерт на Хосе Карерас. След това дирижира множество концерти на оперните певци Монсерат Кабайе, Пласидо Доминго, Денис О'Нийл, Брин Терфел, Анджела Георгиу и Роберто Аланя. Дебютът му в Кралската опера в Лондон е на 27 декември 1999 г., когато дирижира концерта на Аланя и Георгиу. Отново дирижира техен концерт в Монако през 1997 г. През 1998 г. е диригент на концерта на Хосе Карерас в Барселона по случай 10-а годишнина от учредяването на Международната фондация на Карерас за борба с левкемията, който събира над 50 000 зрители.
Дебютът му в операта е през 1995 г., когато дирижира операта „Кармен“ в Държавната опера в Щутгарт. През 1996 г. дирижира и в Унгарската държавна опера в Будапеща. Дирижирал е оперите в Лас Палмас, Бордо, Букурещ, Берлин и Мадрид. През 2003 г. дирижира „Симон Боканегра“ в Националната опера на Израел. Гастролира в Китай, Япония и Австралия. През 1994 г. дебютира в Северна Америка, дирижира Симфоничния оркестър в Колорадо. От тогава дирижира много от концертите на Хосе Карерас в САЩ.
През 2011 г. дирижира концерта на Хосе Карерас в София. На 27 февруари 2014 г. дирижира концерт на Софийската филхармония със солист Людмил Ангелов – пиано. На 11 март 2016 г. е диригент на концерт на Софийската филхармония със солист Давид Герие – валдхорна.